# Chiesa di Santa Maria in Cosmedin (Napoli)
La chiesa di Santa Maria in Cosmedin o Santa Maria di Portanova è un'antica chiesa di Napoli ubicata in piazza Portanova, nei pressi di corso Umberto I. Secondo una leggenda venne fondata dall'Imperatore Costantino I.

## Storia e descrizione
Tra le più antiche della città come fondazione, essendo una delle sette diaconie cittadine (istituzioni assistenziali in cui si celebrava l'antico rito greco), si hanno notizie più sicure circa la presenza della chiesa nel IX secolo, con il nome di Santa Maria in Cosmedin e, in quest'epoca, vi avvenne la traslazione delle spoglie del vescovo Eustasio.
Il nome si fa derivare, come per l'omonima chiesa di Roma, dal termine greco kosmidion, cioè ornamento.
Dal 1678 fu rettore della chiesa Biagio Gambaro, nominato vescovo di Telese o Cerreto nel 1693.
Oggi non resta praticamente più nulla a testimoniare il primo impianto del tempio, a causa dei restauri e dei rifacimenti avvenuti nel corso dei secoli, in particolare quello del 1631 (interno) e quello del 1706 (facciata).
Modifiche architettoniche notevoli furono portate avanti anche nel XX secolo durante il periodo del cosiddetto Risanamento, allorquando vi fu l'estirpazione della scala prospiciente la facciata per portare la chiesa al livello del piano stradale e un netto taglio del lato sinistro dell'edificio, che portò alla quasi totale rimozioni delle decorazioni barocche.
Ciò nonostante la chiesa ha mantenuto elementi propriamente barocchi ma, malgrado sia una delle più antiche di Napoli, è chiusa da oltre un secolo e versa in stato di degrado, ulteriormente aggravato dal sisma del 1980.
Nel corso del tempo è stata oggetto di alcuni saccheggi: nel corso del 2011 è stato trafugato l'altare e una vasca sacra d'epoca romana.

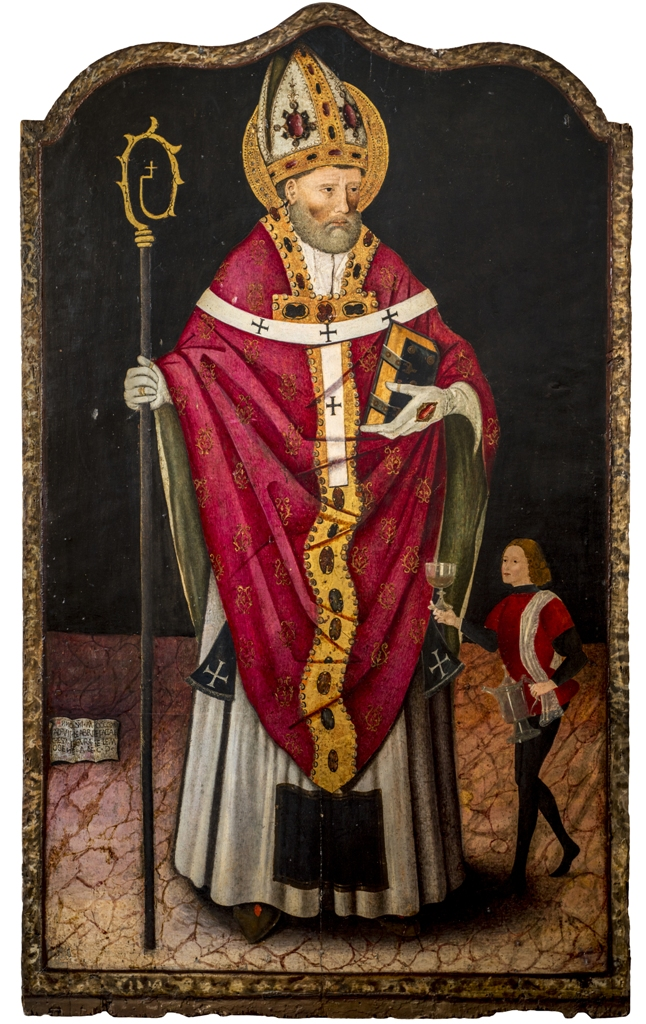
Il 'San Nicola di Bari' trafugato e recuperato

Il 2 marzo 1992 uno dei furti più ingenti con l'asportazione di varie opere, una di queste, un dipinto olio su tela di autore anonimo del XV secolo, raffigurante “San Nicola di Bari”, è stato ritrovato grazie all'intervento del Nucleo Carabinieri Tutela Patrimonio Culturale di Napoli: l'intervento, attivato nel 2018, dopo una richiesta di un privato cittadino al Nucleo dei Carabinieri per accertare l'eventuale provenienza illecita del dipinto acquistato per l'importo di 200.000 euro da un noto antiquario romano, portò a dei controlli, effettuati mediante l'ausilio della Banca Dati dei Beni Illecitamente sottratti gestita dal Comando Tutela Patrimonio Culturale, che collegarono il dipinto al furto perpetrato nel 1992. Approfondite indagini hanno permesso di deferire alla Procura della Repubblica di Roma due persone resesi responsabili della ricettazione dell'opera d'arte, riconosciuta autentica ed appartenente alla Chiesa a seguito di approfondito esame tecnico esperito da funzionari della Soprintendenza A.B.A.P per il Comune di Napoli.
L'opera di importantissimo valore storico, artistico, culturale era anche pubblicata sul bollettino delle ricerche “Arte in ostaggio” n. 17 alla pagina n. 42.